# KW-5

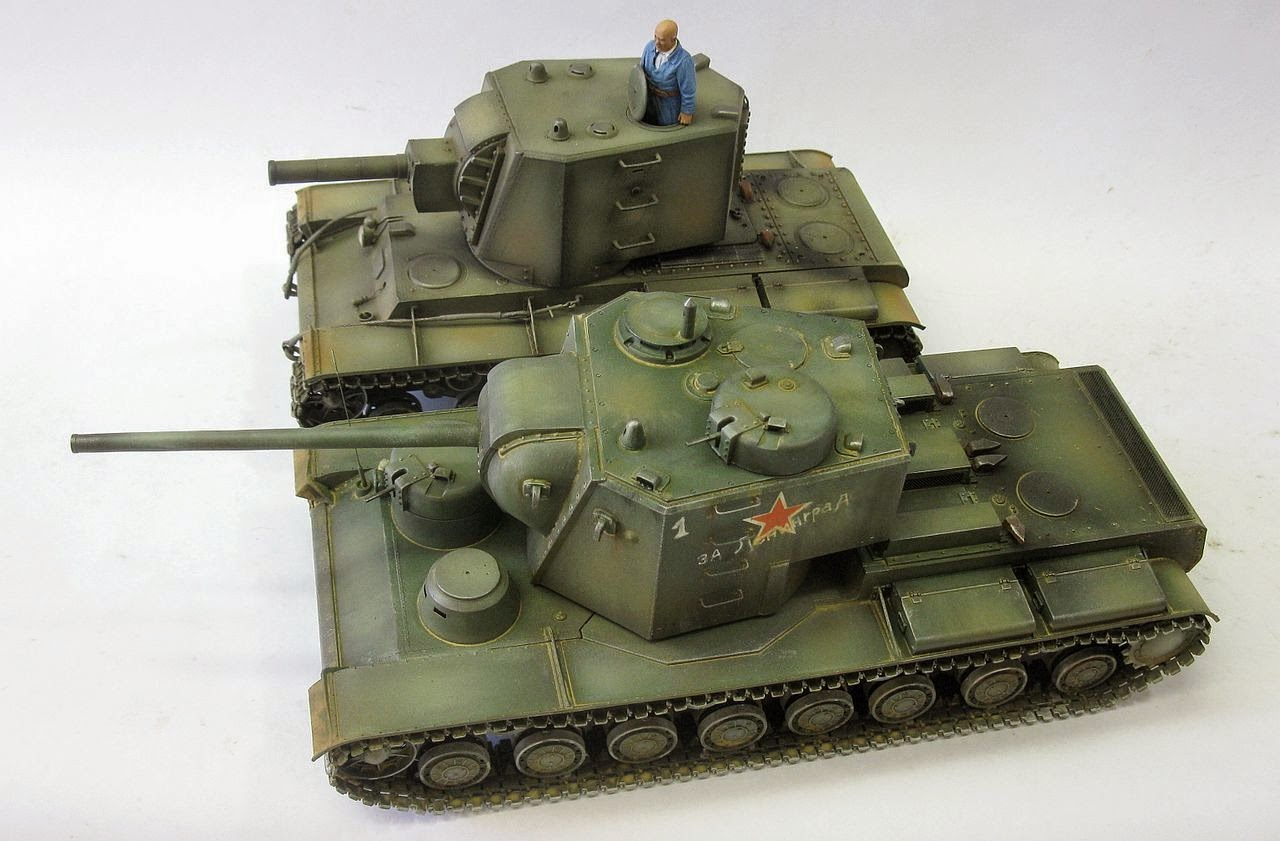
KW-2 und KW-5 im Größenvergleich (Modelle)

Der KW-5 (auch: Objekt 225) war ein sowjetisches Projekt für einen superschweren Panzer mit 100 Tonnen Gewicht der KW-Serie. Die Entwicklung begann im April 1941 in Leningrad, da Josef Stalin auf die 107-mm-Kanone drängte und dies einen größeren Panzer erforderte. Durch die Evakuierung des Kirowwerks am 15. August 1941 wurden die Arbeiten abgebrochen. Es bestanden auch erhebliche Zweifel am Projekt, da die sowjetische Eisenbahn nur Fahrzeuge mit maximal 55 Tonnen Gewicht befördern konnte und es wenig Erfahrung mit Motoren dieser Leistungsklasse gab.
Das Laufwerk hatte auf jeder Seite 8 Lauf- und 4 Stützrollen.